# Viola martinii
Viola martinii är en violväxtart som beskrevs av Maekawa. Viola martinii ingår i släktet violer, och familjen violväxter. Inga underarter finns listade i Catalogue of Life.